# Bengt Horn af Rantzien
Bengt Horn af Rantzien, född 1692 i Näshulta församling, Södermanlands län, död 6 november 1738 i Toresunds församling, Södermanlands län, var en svensk militär.

## Biografi
Bengt Horn af Rantzien föddes 1692 på Haneberg i Näshulta församling och döptes 15 mars samma år. Han var son till översten Carl Gustaf Horn och Magdalena Rosenhane. Horn af Rantzien blev 1706 volontär vid Nils Gyllenstiernas infanteriregemente, samma år förare och 11 juli 1707 fänrik vid regementet. Han blev 1708 löjtnant vid Dahlsdorffs Upplands rekryter och 18 oktober 1709 löjtnant vid Livregementet till häst. Den 5 september 1710 blev han sekundryttmästare vid regementet och 17 januari 1711 premiärryttmästare. Förflyttades 23 juni 1713 som kapten till livgardet och blev 29 maj 1718 överstelöjtnant vid Smålands femmänningsregemente till fot. Horn af Rantzien adlades 23 maj 1719 för faderns förtjänster till friherre Horn af Rantzien och introducerades 1720 i Sveriges Riddarhus som nummer 163. Han fick 4 februari 1720 överstes karaktär och blev 29 december 1729 överste för det oindelta garnisonsregementet i Halland. Horn af Rantzien blev 21 december 1736 överste för Jönköpings regemente. Han avled 1738 på Herrestad i Toresunds församling och begravdes i Herrestadsgraven i Toresunds kyrka 19 november samma år.

### Familj
Horn gifte sig första gången 1712 med grevinnan Ulrika Elisabet Lewenhaupt (1691–1734), dotter till Gustaf Mauritz Lewenhaupt och hans andra fru friherrinnan Görvel Sparre. De fick tillsammans barnen Magdalena Gustaviana Horn af Rantzien (1713–1770) som var gift med överstelöjtnanten Casper Erik Rosenacker, Carl Gustaf Horn af Rantzien (1715–1716), Fredrik Horn af Rantzien (1718–1720) och Görvel Charlotta Horn af Rantzien (1723–1758) som var gift med kammarherren Henrik Teodor Örnfelt.
Horn gifte sig andra gången 2 maj 1736 i Toresunds församling med Eva Catharina Schaeij, dotter av borgmästaren Peter Schaeij och Elisabet Bromée. Eva Catharina Schaeij var änka efter handelsmannen Tore Christopher och landshövdingen Jonas Fredrik Örnfelt.